# Guido Maffezzoli
Guido Maffezzoli (1921, Milán-Milán, 1998) fue un arquitecto italiano del siglo XX.

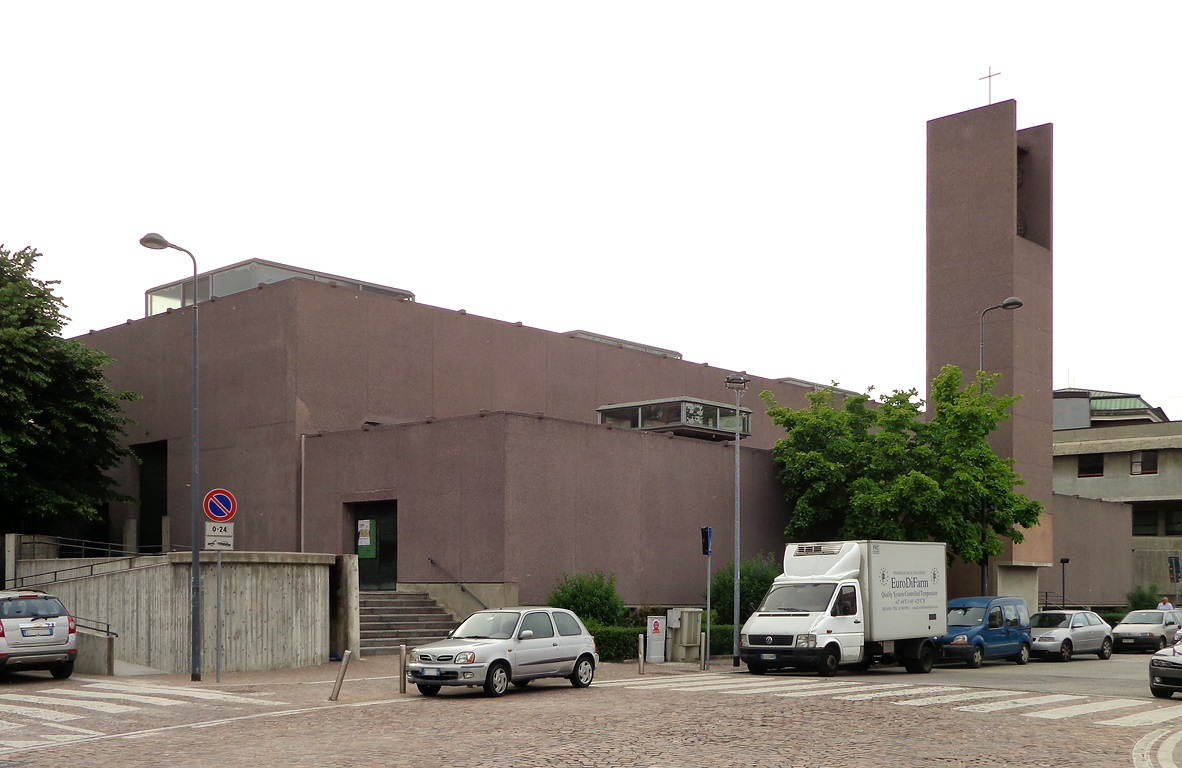
La futurista Iglesia del Sagrado Corazón en Milán diseñada por Maffezzoli en 1956

## Biografía
Su producción arquitectónica incluye residencias y oficinas construidas en la Via Anelli de Milán (1955) y un edificio residencial y de servicios en via Partigiani 5 de Bérgamo (1953), proyectado en colaboración con Gianfranco Pellegrini como parte de un proyecto mayor nunca realizado, que incluía zonas verdes y espacios para el comercio y que hubiese supuesto un núcleo urbano bien individualizado.
Entre sus obras más conocidas, está el diseño de 1967-1968 para Piazza Fontana en Milán[cita requerida] y la Iglesia del Sagrado Corazón en Milán.

## Obras
- 1955: Edificio en Via Anelli 15, Milán, con Gianfranco Pellegrini[cita requerida]
- 1963: Iglesia del Sagrado Corazón en Milán[3]
- 1967: Diseño para la Plaza Fontana, Milán.[cita requerida]